# Aeroportul Internațional Gerald R. Ford
Aeroportul Internațional Gerald R. Ford (IATA: GRR, ICAO: KGRR, FAA LID: GRR) este un aeroport din Michigan, Statele Unite ale Americii ce deservește zona Grand Rapids. Aeroportul a fost tranzitat în 2020 de 1.758.741 de pasageri. A fost deschis în 1963 și numit după Gerald Ford.
Situat la o altitudine de 242 m, aeroportul dispune de 3 piste.

## Infrastructură

### Piste
Aeroportul dispune de 3 piste: 
- pista 08L/26R din asfalt, cu dimensiunile 5.000 picioare × 100 picioare
- pista 08R/26L din beton, cu dimensiunile 10.000 picioare × 150 picioare
- pista 17/35 din beton, cu dimensiunile 8.501 picioare × 150 picioare